# Pholcus vatovae
Pholcus vatovae là một loài nhện trong họ Pholcidae. Loài này được phát hiện ở Oost-Afrika.